# Остров Святого Лаврентия
Остров Святого Лаврентия (англ. St. Lawrence Island, эским. Сивуӄаӄ, Sivuqaq) — остров в южной части Берингова пролива, в 80 км от полуострова Чукотка (мыс Чаплина). Административно является частью штата Аляска, хотя и находится ближе к Чукотскому полуострову, чем к Аляске. Считается, что остров представляет собой последний оставшийся над уровнем моря фрагмент перешейка, соединявшего в эпоху плейстоцена Евразию и Америку. Это шестой по величине остров в Соединённых Штатах и 114-й по величине остров в мире.

## География
Длина острова — 145 км, ширина — от 13 до 36 км, площадь — 4640,12 км². Наивысшая точка — 672 м — гора Атук (англ. Atuk).
На острове нет полноценных деревьев, кустарники представлены арктической ивой, высота которой не более 30 см. Фауна представлена большим количеством морских птиц и морских млекопитающих, что обусловлено влиянием Анадырского течения, приносящего богатые питательными веществами холодные воды.
За исключением тёплых зим, море вокруг острова обычно замерзает. Морские течения и господствующие северные и восточные ветры отгоняют лёд от берега южнее острова, что приводит к образовании постоянной полыньи.

## История

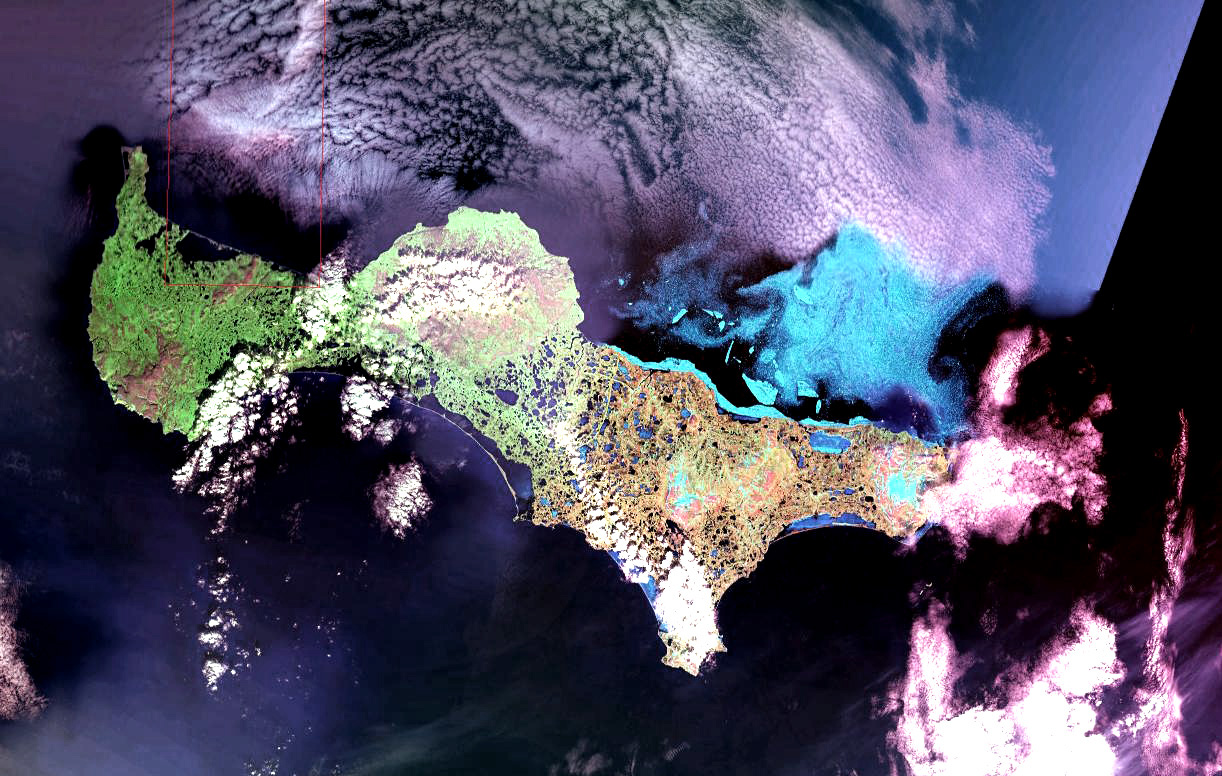
Снимок НАСА о-ва Св. Лаврентия

Остров был населён юитами от двух с половиной до двух тысяч лет назад. Для этого периода характерны находки культуры Оквик. Археологические находки на островах Пунук, у восточной оконечности острова Святого Лаврентия, в Кукулик, недалеко от Савунга и на склонах над Гамбеллом доказывают присутствие данной культуры в это время. Для оквикского декоративного стиля характерен зооморфизм и резьба, выполненная иногда грубо, с большими различиями между культурой старого Берингова моря и пунукской культурой.
Распространение оквикской культуры находится под влиянием и, возможно, совпадает с распространением культуры старого Берингова моря от 2000 лет назад до примерно 700 лет назад, она характеризуется более простым и однородным пунукским стилем. Каменные артефакты отличаются: шлифованный сланец вместо сколотого камня, резная головка гарпуна из моржового бивня меньше и проще по конструкции.
Доисторические и ранние исторические заселения человеком острова Св. Лаврентия не были постоянными, были периоды оставления и повторного заселения в зависимости от наличия ресурсов и изменения в погодных условиях. Голод был всегда, о чём свидетельствуют линии Харриса и гипоплазия эмали человеческих скелетов. Добраться до материка в тихую погоду достаточно легко, поэтому остров использовался как охотничья база, и заселение этого места было периодическим, а не постоянным.
Основные раскопки вблизи Гамбелла и Савунги были сделаны Отто Гейстом и Иваром Скарландом из Университета Аляски. Коллекции из этих раскопок располагаются в музее кампуса этого университета.
Остров назывался юитами, проживающими на нём, «Сивуӄаӄ» (от эским. сиву- «быть передним», «быть первым»). Витус Беринг первым из европейцев посетил остров в субботу 10 августа по старому стилю, или 21 августа по новому стилю 1728 года и назвал остров именем Святого Лаврентия, память которого отмечалась в этот день. Остров был первым местом на Аляске, которое, по известным источникам, было посещено европейскими исследователями.
В 1799 году остров вошел в состав территорий, эксплуатируемых Российско-американской компанией, а в 1867 году вместе с другими американскими владениями Российской империи был продан США.
До голода 1878—1880 годов, почти полностью опустошившего остров, на нём жило около 4 тысяч аборигенов. В 1900 году на остров были завезены северные олени (до этого основным занятием местных жителей были охота и рыболовство). Оленьи стада достигли к 1917 году численности в 10 000 животных, но с тех пор поголовье сократилось.

### Вторая мировая война
Во время Второй мировой войны островитяне служили в территориальной охране Аляски (ATG). После расформирования ATG в 1947 году и со строительством радиолокационной станции ВВС Северо-Восточного мыса в 1952 году многие островитяне присоединились к национальной гвардии Аляски.

### Холодная война

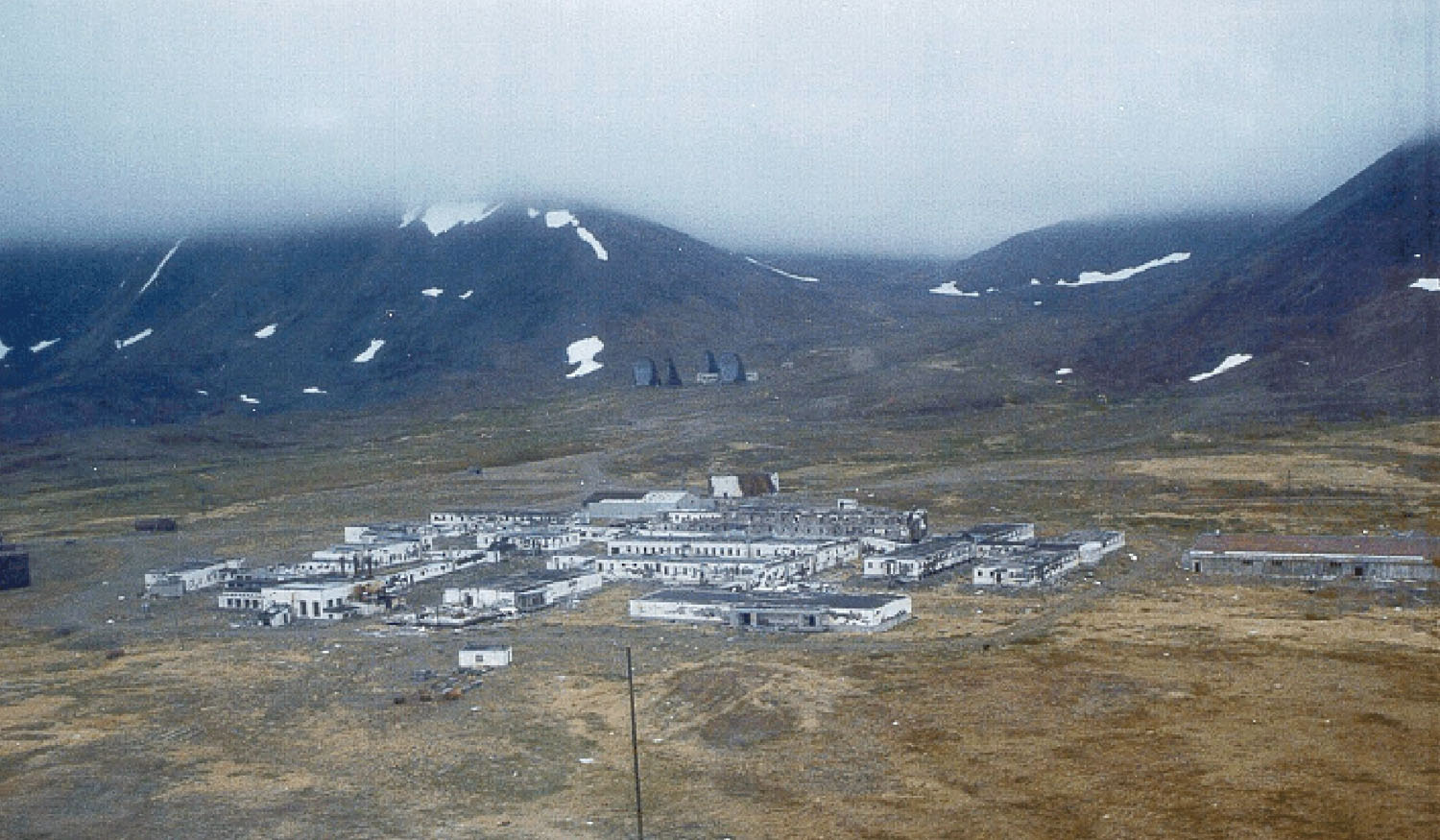
Закрытая радиолокационная станция ВВС Северо-Восточного мыса на о-ве Св. Лаврентия

22 июня 1955 года в разгар холодной войны самолёт ВМС США Локхид P-2 «Нептун» (шпионская модификация P-2V5) с экипажем из 11 человек был атакован двумя истребителями советских ВВС МиГ-15 в Беринговом проливе. P-2V5 разбился на северо-западе острова, близ городка Гамбелл. Местные жители спасли экипаж, в котором 3 были ранены в результате советского огня и 4 получили ранения при приземлении. Советское правительство в ответ на дипломатический протест США было настроено необычайно мирно, заявив, что:
Была перестрелка после того, как советский истребитель сообщил американскому самолёту, что он находился над советской территорией и должен был покинуть советское воздушное пространство (США отрицает, что американский самолёт стрелял по противнику).

Инцидент произошел при большой облачности и плохой видимости, хотя заявленное нарушение советского воздушного пространства может быть на совести командования США, не заинтересованного в предотвращении таких нарушений.
Советские военные имели строгий приказ «избегать любых действий за пределами границ государства». Советское правительство «выразило сожаление в связи с инцидентом» и «принимая во внимание… условия, которые не исключают возможность ошибки одной или другой стороны», было готово компенсировать США на 50 % убытки, понесённые при инциденте (это было первое такое предложение, сделанное СССР в ходе холодной войны).
Правительство США заявило, что оно осталось довольно советским выражением сожаления и предложением частичной компенсации, хотя указало, что советское заявление также не является полностью правдивым в описании самого инцидента.
Радиолокационная станция ВВС Северо-Восточного мыса на другом конце острова, являлась объектом ВВС США, созданным для аэроконтроля и предупреждения (AC&W — Aircraft Control and Warning), являясь станцией мониторинга Службы безопасности ВВС США и частью системы связи «Белая Алиса» (WACS), которая работала примерно с 1952 до 1972 года. Район, прилегающий к станции, был традиционным местом стоянки для нескольких семей эскимосов на протяжении веков. После того, как база была закрыта в 1970-е, многие из этих людей стали испытывать проблемы со здоровьем. Даже сегодня у людей, выросших в этом районе, высок уровень заболеваемости раком и другими болезнями — возможно, из-за отравления окрестностей ПХБ. Правительство штата Аляска показало, что повышенный риск заболевания раком действительно имеет место по сравнению с другими жителями штата — как коренным населением, так и не коренным, но не подвергшимся влиянию аналогичного объекта ВВС. В любом случае, большая часть станции была уничтожена во время программы по очистке территории в 2003 году, обошедшейся в 10,5 млн долларов. Мониторинг местности будет продолжаться и в будущем.

### Современность
Двое жителей Чукотки, спасаясь от мобилизации, объявленной Путиным в октябре 2022 г., на лодке переправились на остров Святого Лаврентия и получили в США политическое убежище.

## Население
Население — 1292 жителя (2000): в городке Гамбелл (англ. Gambell) — 653 человек, в городке Савунга (англ. Savoonga) — 643 человека. В основном — эскимосы (юиты). Основными занятиями жителей являются оленеводство, рыбная ловля, изготовление сувениров из моржовой кости, китобойный промысел.
Городки получили право собственности на большую часть земли на острове Св. Лаврентия по закону об урегулированию претензий коренных жителей Аляски (англ. Alaska Native Claims Settlement Act) в 1971 году. В результате этого местные жители могут продавать окаменелости и другие артефакты, найденные на острове Св. Лаврентия.